# Pulau Kakabia
Pulau Kakabia är en ö i Indonesien.   Den ligger i provinsen Sulawesi Tenggara, i den centrala delen av landet, 1 700 km öster om huvudstaden Jakarta. Arean är 0,48 kvadratkilometer.
Terrängen på Pulau Kakabia är platt. Öns högsta punkt är 30 meter över havet. Den sträcker sig 1,2 kilometer i nord-sydlig riktning, och 0,6 kilometer i öst-västlig riktning.